# Tvättsjön, Småland
Tvättsjön är en sjö i Markaryds kommun i Småland och ingår i Lagans huvudavrinningsområde.